# Canton de Courseulles-sur-Mer
Le canton de Courseulles-sur-Mer est une circonscription électorale française du département du Calvados créée par le décret du 17 février 2014 et entrée en vigueur lors des élections départementales de 2015.

## Histoire
Un nouveau découpage territorial du Calvados entre en vigueur en mars 2015, défini par le décret du 17 février 2014, en application des lois du 17 mai 2013 (loi organique 2013-402 et loi 2013-403). Les conseillers départementaux sont, à compter de ces élections, élus au scrutin majoritaire binominal mixte. Les électeurs de chaque canton élisent au Conseil départemental, nouvelle appellation du Conseil général, deux membres de sexe différent, qui se présentent en binôme de candidats. Les conseillers départementaux sont élus pour 6 ans au scrutin binominal majoritaire à deux tours, l'accès au second tour nécessitant 12,5 % des inscrits au 1er tour. En outre la totalité des conseillers départementaux est renouvelée. Ce nouveau mode de scrutin nécessite un redécoupage des cantons dont le nombre est divisé par deux avec arrondi à l'unité impaire supérieure si ce nombre n'est pas entier impair, assorti de conditions de seuils minimaux. Dans le Calvados, le nombre de cantons passe ainsi de 49 à 25.

## Représentation
| Période élective | Période élective | Mandat | Mandat   | Identité         | Nuance | Nuance | Qualité |
| ---------------- | ---------------- | ------ | -------- | ---------------- | ------ | ------ | --- |
| 2015             | 2021             | 2015   | 2021     | Christine Durand |        | LR     | Maire-adjointe de Luc-sur-Mer, 12e vice-présidente du conseil départemental                                       |
| 2015             | 2021             | 2015   | 2021     | Cédric Nouvelot  |        | LR     | Industriel à Arromanches-les-Bains, conseiller municipal depuis 2020, 13e vice-président du conseil départemental |
| 2021             | 2028             | 2021   | en cours | Carole Frugère   |        | DVD    | Maire-adjointe de Luc-sur-Mer                                                                                     |
| 2021             | 2028             | 2021   | en cours | Cédric Nouvelot  |        | DVD    | Cadre dans l'industrie aéronautique et nautique, 6e vice-président du conseil départemental, conseiller régional. |

### Résultats détaillés

#### Élections de mars 2015
À l'issue du premier tour des élections départementales de 2015, deux binômes sont en ballottage : Christine Durand et Cédric Nouvelot (DVD, 28,77 %) et Jean-Pierre Lavisse et Chrystèle Pouchin (PS, 23,09 %). Le taux de participation est de 53,3 % (12 422 votants sur 23 308 inscrits) contre 51,43 % au niveau départemental et 50,17 % au niveau national.
Au second tour, Christine Durand et Cédric Nouvelot (DVD) sont élus avec 56,95 % des suffrages exprimés et un taux de participation de 50,81 % (6 092 voix pour 11 842 votants et 23 306 inscrits).

#### Élections de juin 2021
Le premier tour des élections départementales de 2021 est marqué par un très faible taux de participation (33,26 % au niveau national). Dans le canton de Courseulles-sur-Mer, ce taux de participation est de 38,31 % (9 409 votants sur 24 557 inscrits) contre 34,31 % au niveau départemental. À l'issue de ce premier tour, deux binômes sont en ballottage : Carole Frugère et Cédric Nouvelot (DVD, 48,52 %) et Philippe Chotteau et Brigitte Watrin (DVG, 29,12 %).
Le second tour des élections est marqué une nouvelle fois par une abstention massive équivalente au premier tour. Les taux de participation sont de 34,3 % au niveau national, 34,65 % dans le département et 38,13 % dans le canton de Courseulles-sur-Mer. Carole Frugère et Cédric Nouvelot (DVD) sont élus avec 64,78 % des suffrages exprimés (5 755 voix pour 9 364 votants et 24 556 inscrits),,.

## Composition
Le canton de Courseulles-sur-Mer comprenait vingt-deux communes entières à sa création.
À la suite de la fusion, au 1er janvier 2016, de Colomby et d'Anguerny pour former la commune de Colomby-Anguerny, le nombre de communes descend à 21.
| Nom                                         | Code Insee | Intercommunalité        | Superficie (km2) | Population (dernière pop. légale) | Densité (hab./km2) | Modifier                                    |
| ------------------------------------------- | ---------- | ----------------------- | ---------------- | --------------------------------- | ------------------ | ------------------------------------------- |
| Courseulles-sur-Mer (bureau centralisateur) | 14191      | CC Cœur de Nacre        | 7,92             | 4 202 (2022)                      | 531                | modifier les données · modifier les données |
| Anisy                                       | 14015      | CC Cœur de Nacre        | 4,19             | 796 (2022)                        | 190                | modifier les données · modifier les données |
| Arromanches-les-Bains                       | 14021      | CC de Bayeux Intercom   | 1,37             | 431 (2022)                        | 315                | modifier les données · modifier les données |
| Asnelles                                    | 14022      | CC Seulles Terre et Mer | 2,52             | 641 (2022)                        | 254                | modifier les données · modifier les données |
| Banville                                    | 14038      | CC Seulles Terre et Mer | 4,68             | 802 (2022)                        | 171                | modifier les données · modifier les données |
| Basly                                       | 14044      | CC Cœur de Nacre        | 3,92             | 1 043 (2022)                      | 266                | modifier les données · modifier les données |
| Bazenville                                  | 14049      | CC Seulles Terre et Mer | 4,07             | 144 (2022)                        | 35                 | modifier les données · modifier les données |
| Bernières-sur-Mer                           | 14066      | CC Cœur de Nacre        | 7,66             | 2 446 (2022)                      | 319                | modifier les données · modifier les données |
| Colomby-Anguerny                            | 14014      | CC Cœur de Nacre        | 5,61             | 1 356 (2022)                      | 242                | modifier les données · modifier les données |
| Crépon                                      | 14196      | CC Seulles Terre et Mer | 5,42             | 222 (2022)                        | 41                 | modifier les données · modifier les données |
| Cresserons                                  | 14197      | CC Cœur de Nacre        | 3,59             | 1 078 (2022)                      | 300                | modifier les données · modifier les données |
| Douvres-la-Délivrande                       | 14228      | CC Cœur de Nacre        | 10,71            | 5 123 (2022)                      | 478                | modifier les données · modifier les données |
| Graye-sur-Mer                               | 14318      | CC Seulles Terre et Mer | 6,54             | 767 (2022)                        | 117                | modifier les données · modifier les données |
| Langrune-sur-Mer                            | 14354      | CC Cœur de Nacre        | 4,74             | 1 893 (2022)                      | 399                | modifier les données · modifier les données |
| Luc-sur-Mer                                 | 14384      | CC Cœur de Nacre        | 3,64             | 3 295 (2022)                      | 905                | modifier les données · modifier les données |
| Meuvaines                                   | 14430      | CC Seulles Terre et Mer | 7,36             | 137 (2022)                        | 19                 | modifier les données · modifier les données |
| Plumetot                                    | 14509      | CC Cœur de Nacre        | 1,23             | 203 (2022)                        | 165                | modifier les données · modifier les données |
| Saint-Aubin-sur-Mer                         | 14562      | CC Cœur de Nacre        | 3,03             | 2 125 (2022)                      | 701                | modifier les données · modifier les données |
| Saint-Côme-de-Fresné                        | 14565      | CC de Bayeux Intercom   | 4,31             | 252 (2022)                        | 58                 | modifier les données · modifier les données |
| Sainte-Croix-sur-Mer                        | 14569      | CC Seulles Terre et Mer | 2,08             | 244 (2022)                        | 117                | modifier les données · modifier les données |
| Ver-sur-Mer                                 | 14739      | CC Seulles Terre et Mer | 9,01             | 1 622 (2022)                      | 180                | modifier les données · modifier les données |
| Canton de Courseulles-sur-Mer               | 1411       |                         | 103,60           | 28 822 (2022)                     | 278                | modifier les données                        |

## Démographie
En 2022, le canton comptait 28 822 habitants, en évolution de +1,25 % par rapport à 2016 (Calvados : +1,58 %, France hors Mayotte : +2,11 %).
| 2013   | 2018   | 2022   |
| ------ | ------ | ------ |
| 28 303 | 28 418 | 28 822 |